# Wrong Turn (seria filmów)
Wrong Turn (pol. Droga bez powrotu) – seria siedmiu slasherów zapoczątkowanych przez Alan`a B. McElroy`a. Filmy wydano w latach 2003–2021.  Jest to koprodukcja amerykańsko-niemiecko-kanadyjska.
Fabuła serii opiera się na historii grup znajomych podróżujących po lasach Zachodniej Virginii; gubiąc się w gęstwinie napotykają wrogo nastawionych mieszkańców prymitywnych osad. Bohaterowie walczą o przetrwanie.

## Lista filmów
| Nr | Tytuł polski                              | Tytuł oryginalny                | Data premiery             | Data premiery w Polsce    |
| -- | ----------------------------------------- | ------------------------------- | ------------------------- | ------------------------- |
| 1  | Droga bez powrotu                         | Wrong Turn                      | 18 maja 2003(dts)         | 23 stycznia 2004(dts)     |
| 2  | Droga bez powrotu 2                       | Wrong Turn 2: Dead End          | 25 sierpnia 2007(dts)     | 16 listopada 2009(dts)    |
| 3  | Droga bez powrotu 3: Zostawieni na śmierć | Wrong Turn 3: Left for Dead     | 8 października 2009(dts)  | 27 kwietnia 2010(dts)     |
| 4  | Droga bez powrotu 4: Krwawe początki      | Wrong Turn 4: Bloody Beginnings | 17 października 2011(dts) | 10 października 2012(dts) |
| 5  | Droga bez powrotu 5: Krwawe granice       | Wrong Turn 5: Bloodlines        | 18 października 2012(dts) | 29 maja 2013(dts)         |
| 6  | Droga bez powrotu 6: Hotel na uboczu      | Wrong Turn 6: Last Resort       | 24 sierpnia 2014(dts)     | 26 listopada 2014(dts)    |
| 7  | Droga bez powrotu. Geneza                 | Wrong Turn: The Foundation      | 26 stycznia 2021(dts)     | 18 marca 2021(dts)        |

## Streszczenie fabuły

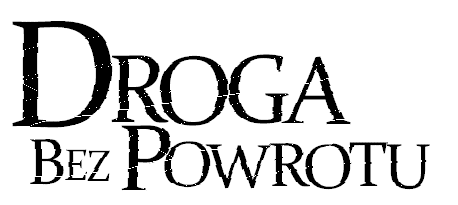
Pierwotne logo serii (1-6)

### Droga bez powrotu(2003)
Bohaterem pierwszej części jest Chris, który wyrusza górską drogą na rozmowę w sprawie pracy, jednak na trasie napotyka korek na jezdni. Postanawia go ominąć jadąc zapomnianą leśną drogą, na której przez nieuwagę wjeżdża we wcześniej rozbite auto. Razem z piątką młodych ludzi, napotkanych podczas wypadku, postanawiają szukać pomocy. W głębi gęstych lasów napotykają na osadę niebezpiecznych, prymitywnych osadników.

### Droga bez powrotu 2(2007)
Akcja drugiej części rozgrywa się dziewięć lat od wydarzeń przedstawionych w poprzedniku. Telewizyjna gwiazdka Kimberly (Kimberly Caldwell) ma wziąć udział w nowym reality-show Apokalipsa: Ostateczny surwiwalista, którego akcja będzie rozgrywać się w przestrzennych i odległych lasach Wirginii Zachodniej. Podczas podróży na plan programu, rozmawiając ze swoim agentem przez telefon komórkowy, potrąca przypadkiem mężczyznę. Przerażona, postanawia udzielić mu pomocy. Ten jednak okazuje się być kanibalem i atakuje kobietę. Kimberly zostaje zabita przez innego mutanta, który zaciąga jej zwłoki w głąb lasu. Uczestnicy reality-show muszą zmierzyć się z tajemnicami kryjącymi się w lesie.

### Droga bez powrotu 3(2009)
Czworo studentów college’u wybiera się na spływ kajakowy. W lasach Wirginii Zachodniej zostają zaatakowani przez kanibala Trójpalczastego. Z życiem uchodzi tylko jedna z uczennic, Alex, i od tej pory usiłuje wydostać się z olbrzymiego kompleksu leśnego. Wkrótce trafia na grupę zbiegłych z więzienia kryminalistów, którzy uciekają przed wymiarem sprawiedliwości w towarzystwie uprowadzonych strażników więziennych. Wszyscy razem jednoczą swoje siły, tymczasem ich tropem podążają żądni krwi degeneraci.

### Droga bez powrotu 4(2011)
W 1974 roku w sanatorium Glenville w Wirginii Zachodniej, rodzeństwo Hillicker: Trójpalczasty (Three Finger), Piłozębny (Saw Tooth) i Jednooki (One Eye) uciekają ze swoich cel i wypuszczają innych pacjentów. Razem brutalnie mordują sanitariuszy i lekarzy. Dwadzieścia dziewięć lat później w 2003 roku, dziewięcioro studentów Uniwersytetu Weston; Kenia, Jenna, Vincent, Sara, Bridget, Kyle, Claire, Daniel i Lauren podczas ferii zimowych wybierają się na przejażdżkę skuterami śnieżnymi. W drodze do domku ich przyjaciela Portera w górach, dopada ich burza śnieżna. Przyjaciele gubią się w zamieci i szukają schronienia. Docierają do opuszczonego sanatorium, nie wiedzą jednak że zamieszkuje je rodzeństwo Hillicker. Kanibale atakują nieproszonych gości, od tego momentu zaczyna się walka o przetrwanie.

### Droga bez powrotu 5(2012)
W małym miasteczku Fair Lakes w Zachodniej Wirginii odbywa się góralski festiwal „Człowieka z gór”. Przebrani mieszkańcy miasteczka i przybyli goście, chcą się dobrze bawić na festiwalu. Pięciu przyjaciół, Billy (Simon Ginty), jego dziewczyna Cruz (Amy Lennox), Lita (Roxanne McKee), jej chłopak Gus (Paul Luebke) i Julian (Oliver Hoare). W drodze do Fair Lakes, mają wypadek samochodowy spowodowany przez Maynarda który ich atakuje. Billy, Gus i Julian bronią się przed jego atakiem, jednak wszystkich zatrzymuje policjantka Angela (Camilla Arfwedson) i jej zastępca Biggs (Kyle Redmond Jones). Policjantka zabiera wszystkich na komisariat, jej zastępca Biggs czekający na lawetę zostaje zamordowany przez trzech kanibali. Na komisariacie policji Billy tłumaczy policjantce, że narkotyki są jego. Cruz, Lita, Gus i Julian zostają zwolnieni i idą do motelu. Tymczasem kanibale jadą do miasta, zabijają strażnika w elektrowni i odłączają elektryczność w całym mieście. Podczas drogi na komisariat Cruz zostaje zaatakowana przez Trzypalczastego i ginie. W motelu kanibale przejmują Gusa, Lita jest atakowana przez jednego z nich, ale udaje jej się uciec. Gus zostaje związany, a kanibale łamią mu nogi. Policjantka widzi Gusa wyrzuconego z ciężarówki kanibali, Angela próbuje go ratować, ale kanibale rozjeżdżają go. Reszta ocalałych próbuje wezwać wsparcie i uratować się przez zabójcami, trwa walka o przetrwanie.

### Droga bez powrotu 6(2014)
Rodzeństwo Hillicker: Trójpalczasty (Three Finger), Piłozębny (Saw Tooth) i Jednooki (One Eye) mordują parę rowerzystów na szlaku rowerowym w Wirginii Zachodniej. Bracia są pod opieką swoich krewnych Jacksona i Sally, opiekunów miejscowego kurortu hotelowego Hobbs Springs. Danny wraz ze swoją dziewczyną Toni, jej brat Rodem, Vic, Charlie, Bryan i jego dziewczyna Jillian udają się do ośrodka Hobbs Springs w celu otrzymania spadku po rodzinie Danny'ego. Grupa przyjaciół dociera do hotelu, gdzie zostaje powitana i ugoszczona przez Jacksona i Sally. Bryan i Jillian, następnego dnia robiący zakupy, zostają poinformowani przez szeryfa Doucette o dziwnych zaginięciach mieszkańców miasta, w tym gości hotelowych. Kiedy odjeżdża, Doucette wpada na blokadę drogową, gdzie zostaje zabity przez Trójpalczastego (Three Finger). Zaalarmowani wiadomością Bryana i Jillian o losie mieszkańców miasta, przyjaciele Danny'ego stają się podejrzliwi co do jego kuzynów Jacksona i Sally. Znajomi zaczynają znikać w tajemniczych okolicznościach.

### Droga bez powrotu. Geneza(2021)
Grupa przyjaciół z New Jersey Jen Shaw, jej chłopak Darius, Adam i Milla oraz Gary i Luis udaje się na wędrówkę szlakiem Appalachów. Zatrzymują się w niewielkim miasteczku w Wirginii. Okoliczni mieszkańcy ostrzegają grupę, aby trzymali się wytyczonych szlaków, młodzi wędrowcy zbaczają jednak z obranego kursu i wkraczają na teren zamieszkały przez tajemniczą społeczność. Członkowie izolującej się od setek lat sekty The Foundation nie tolerują obcych i gotowi są zrobić wszystko, by chronić swoją prywatność i styl życia.

## Twórcy
| Profesja   | Droga bez powrotu  | Droga bez powrotu 2 | Droga bez powrotu 3  | Droga bez powrotu 4 | Droga bez powrotu 5 | Droga bez powrotu 6 | Droga bez powrotu 7 |
| ---------- | ------------------ | ------------------- | -------------------- | ------------------- | ------------------- | ------------------- | ------------------- |
| Reżyseria  | Rob Schmidt        | Joe Lynch           | Declan O’Brien       | Declan O’Brien      | Declan O’Brien      | Valeri Milev        | Mike P. Nelson      |
| Scenariusz | Alan B. McElroy    | Turi Meyer          | Connor James Delaney | Declan O’Brien      | Declan O’Brien      | Frank H. Woodward   | Alan B. McElroy     |
| Produkcja  | Stan Winston       | Jeff Freilich       | Jeffery Beach        | Kim Todd            | Phillip J. Roth     | Jeffery Beach       | James Harris        |
| Muzyka     | Elia Cmiral        | Bear McCreary       | Claude Foisy         | Claude Foisy        | Claude Foisy        | Claude Foisy        | Stephen Lukach      |
| Zdjęcia    | John S. Bartley    | Robin Loewen        | Lorenzo Senatore     | Michael Marshall    | Emil Topuzov        | Martin Chichov      | Nick Junkersfeld    |
| Montaż     | Michael Arlen Ross | Ed Marx             | Raúl Dávalos         | Stein Myhrstad      | Stein Myhrstad      | Don Adams           | Tom Elkins          |